# Museu Georges Labit
O Museu Georges-Labit é o museu municipal de Toulouse dedicado às artes do antigo Egito e da Ásia . Fica a leste do distrito de Busca, nas imediações do Canal du Midi, entre o n 43 rue des Martyrs-de-la-Liberation, o n 17 rue du Japon e os n 3-5 Boulevard Monplaisir .
O museu foi fundado em 1893, a partir da doação à cidade por Antoine Labit das coleções de seu filho, grande viajante, etnólogo e colecionador Georges Labit ( 1862 - 1899 ), que colecionava obras de arte do Extremo Oriente e se comprometeu a fazer é um museu para seus contemporâneos e para as gerações futuras. As coleções evocam culturas antigas - até o XIX XIX século - pelas artes da Índia, Paquistão e Afeganistão, Vietnã antigo ( Champa e Annam ), Tailândia antiga ( Sião ), Laos, Java, Nepal, arte tibetana e arte chinesa, finalmente arte japonesa . Estes objectos são escolhidos, inicialmente por Georges Labit, pelas suas qualidades estéticas e com o intuito de evocar de forma exemplar as antigas culturas destes países da Ásia e do Extremo Oriente. Por esta razão, eles são agrupados com objetos que apresentam as mesmas qualidades, mas provenientes do antigo Egito, incluindo um raro conjunto de objetos coptas .
A coleção de Georges Labit foi enriquecida por inúmeras doações. Compras feitas pela cidade de Toulouse e depósitos do museu Guimet completam essas coleções coerentes e de alta qualidade. Este museu é um dos mais antigos museus de arte asiática na França.

## Arquitetura

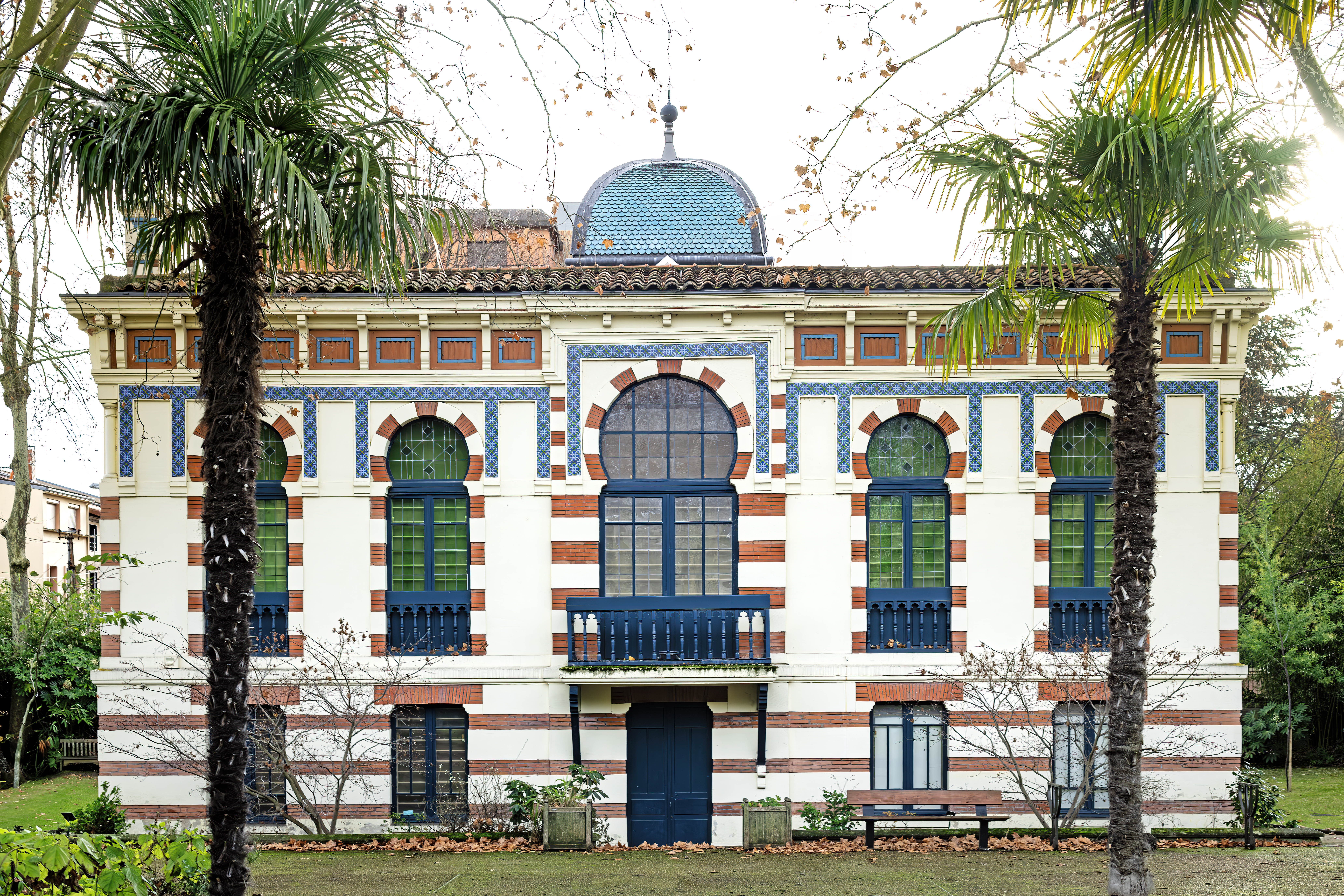
O museu Georges-Labit, lado do jardim.

É uma villa de estilo neo-mourisco construída em 1893 por um arquiteto de Toulouse, Jules Calbairac, no estilo das villas exóticas que estão na moda desde a década de 1860 na onda do orientalismo que então fascinou a elite ocidental. Esta casa burguesa, com as suas cozinhas, sala de jantar, sala de bilhar e quarto, foi também construída para albergar as colecções de um rico viajante, aventureiro e etnólogo. Encontramos os padrões de uso neste estilo eclético: os arcos em ferradura das janelas pontuados pelo jogo dos tijolos que alternam com o reboco branco, os ladrilhos de faiança com desenhos inspirados na arte islâmica, e ainda o crescente metálico da abóbada revestida de ladrilhos esmaltados a azul turquesa. Este belo edifício colorido está localizado no meio de um pequeno jardim de recreio (agora aberto ao público) composto por plantas asiáticas e mediterrânicas (azáleas, bambus, fetos arborescentes ou palmeiras identificadas por pequenos sinais), perto do Canal du Midi ( listado pelo Comitê do Patrimônio Mundial da UNESCO).  i
O local, mais precisamente as fachadas e coberturas do museu e da portaria, a influência do jardim, bem como o muro envolvente e os quatro portais, está parcialmente inscrito como monumento histórico em 14 de dezembro de 2021.

## Exposições
O museu apresenta testemunhos esculpidos das primeiras imagens de Buda, em Gandhara (séculos I e III) ( Swat : Paquistão e Hadda : fronteira com o Afeganistão ), esculturas representando os deuses da Índia, madeira indiana esculpida, jade e bronze da antiguidade chinesa e cerâmica chinesa em toda a sua diversidade, máscaras do teatro japonês, mas também minúsculos inrō e seus netsuke e gravuras japonesas . Na cave encontram-se objectos religiosos tibetanos e nepaleses e thang-ka, bem como uma importante colecção egípcia - incluindo um conjunto de objectos funerários, um Livro dos Mortos em papiro, uma múmia e os seus sarcófagos, múmia que tem é o assunto de um grande estudo médico interdisciplinar.

### Coleções do Afeganistão, Paquistão e Índia

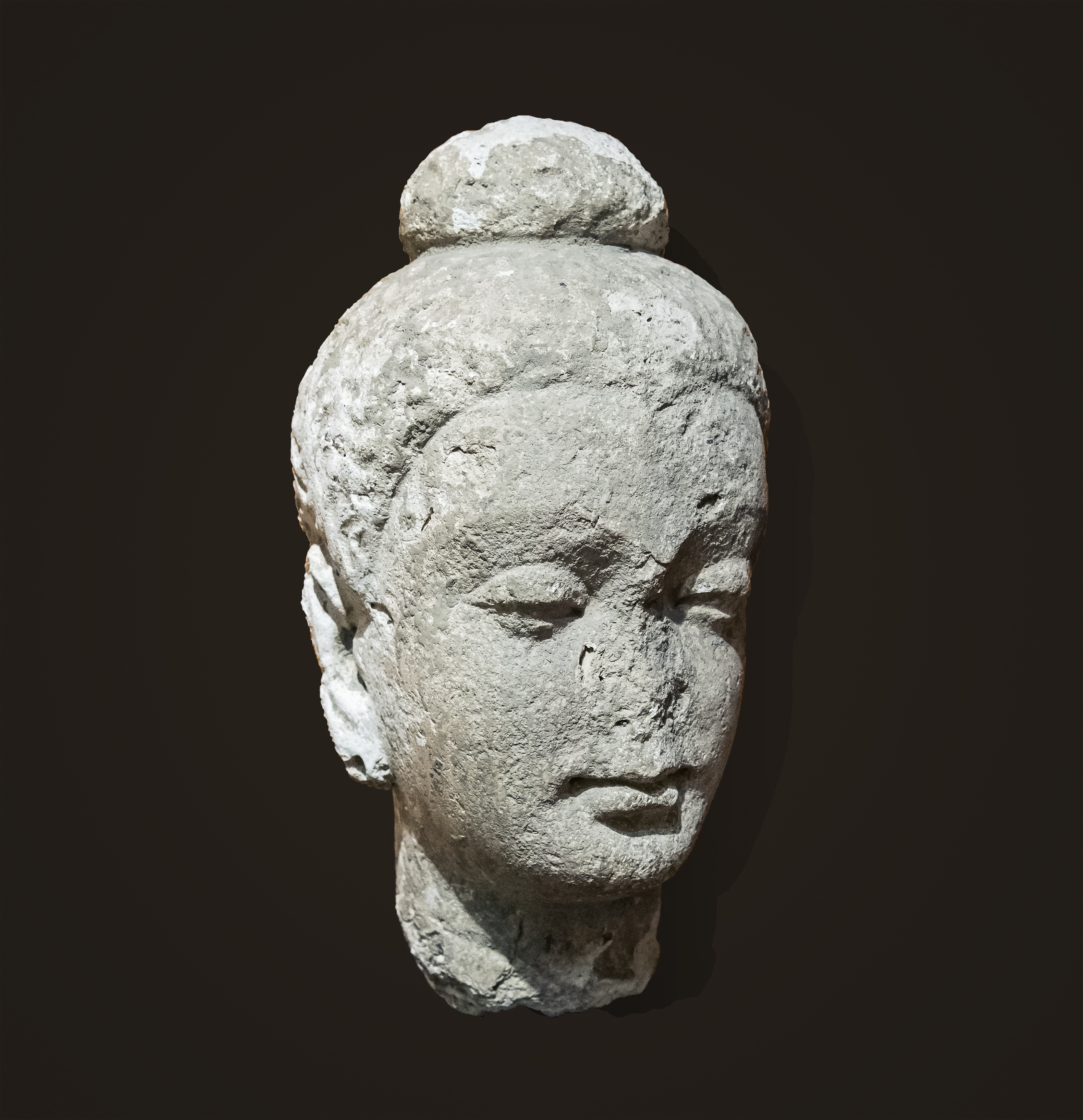
Escultura de Buda vinda do Afeganistão.
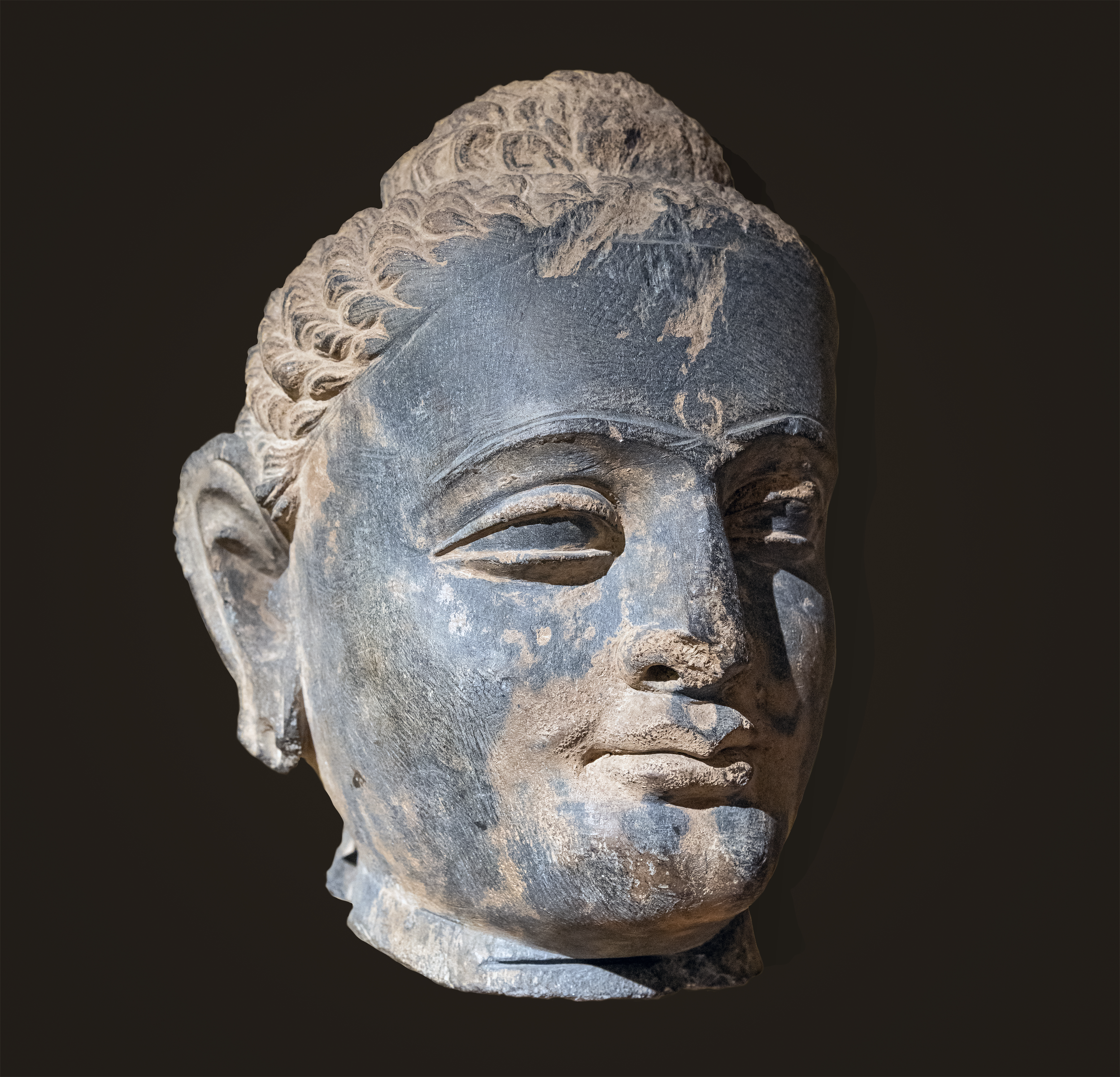
Cabeça de buda encontrada no Paquistão.
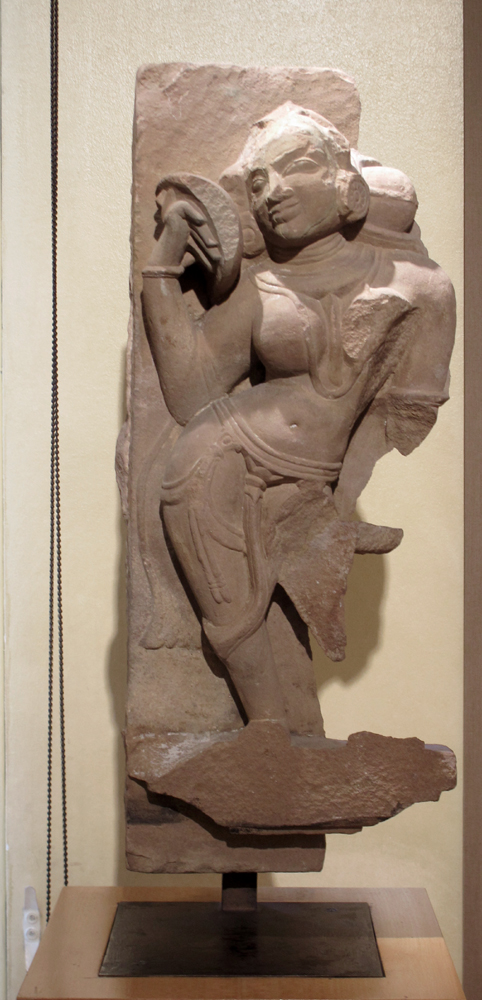
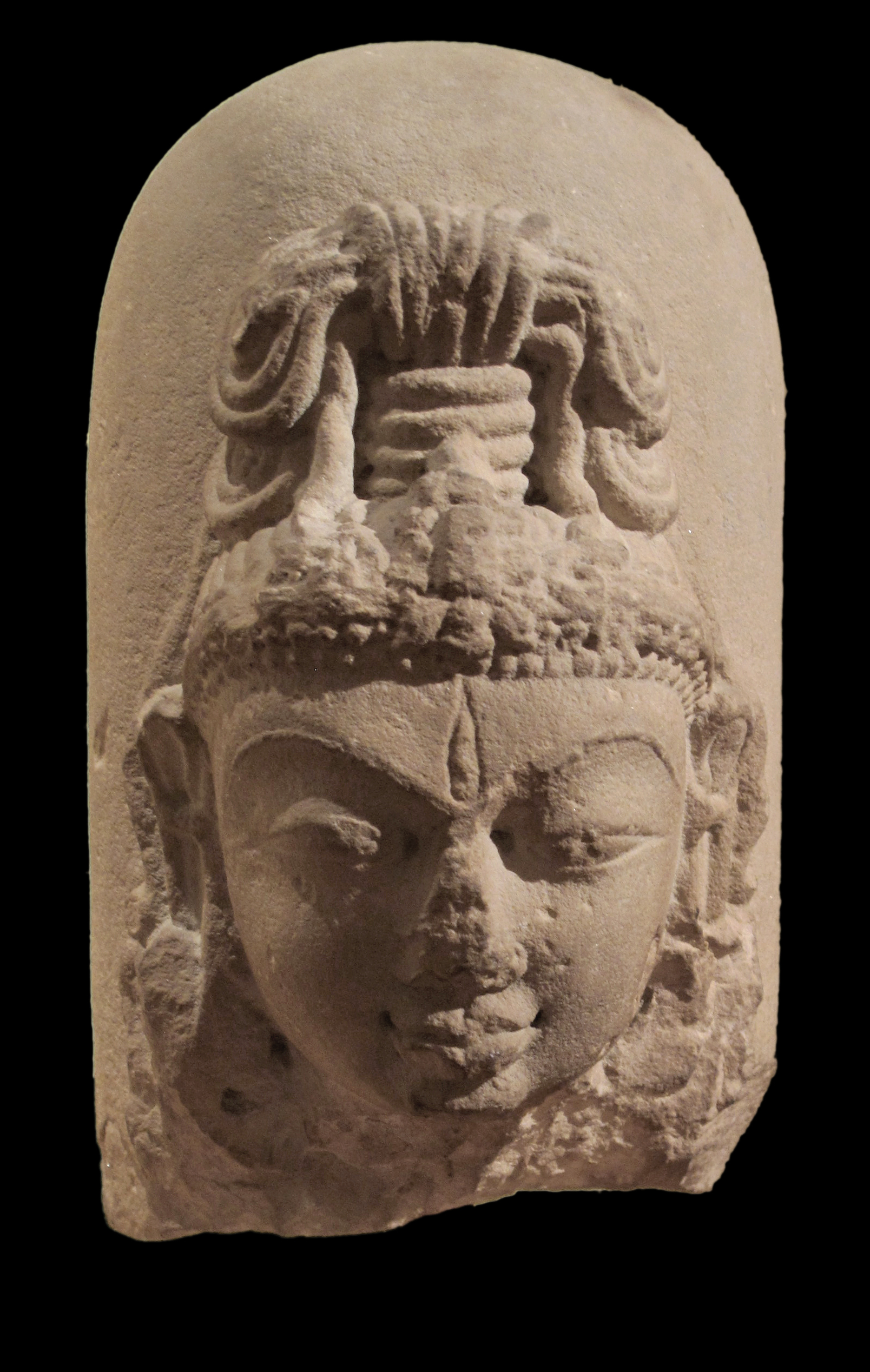
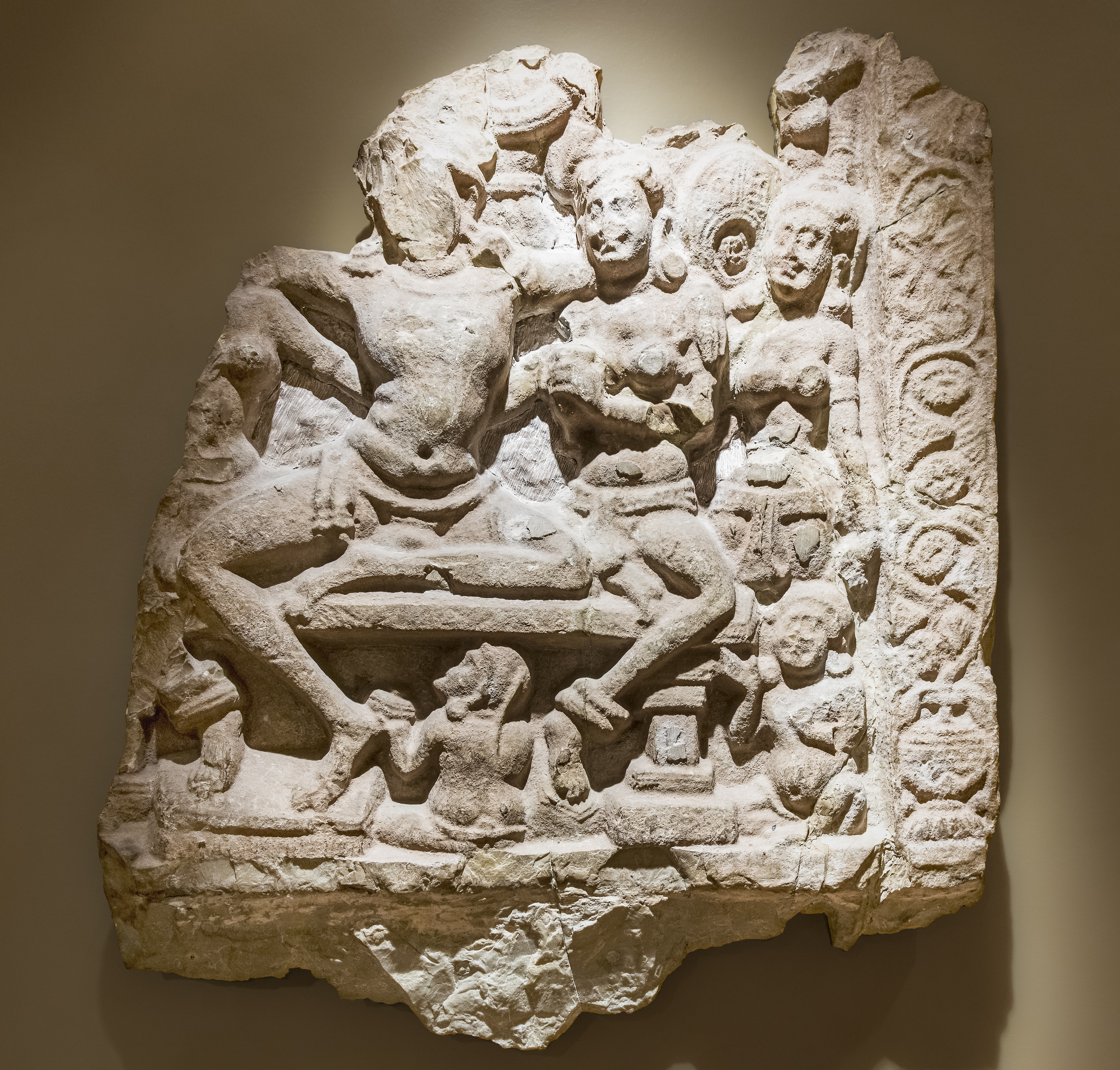
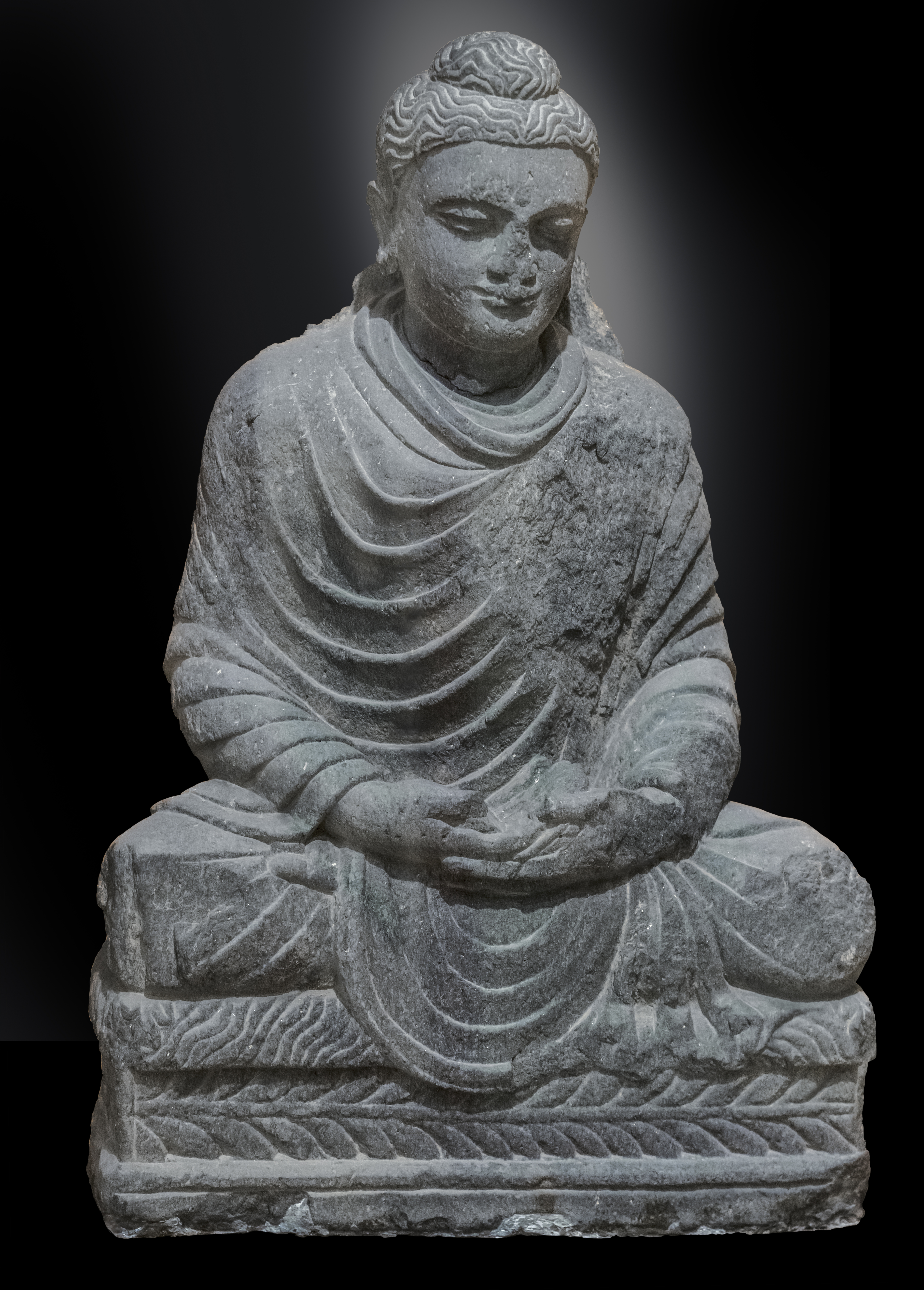
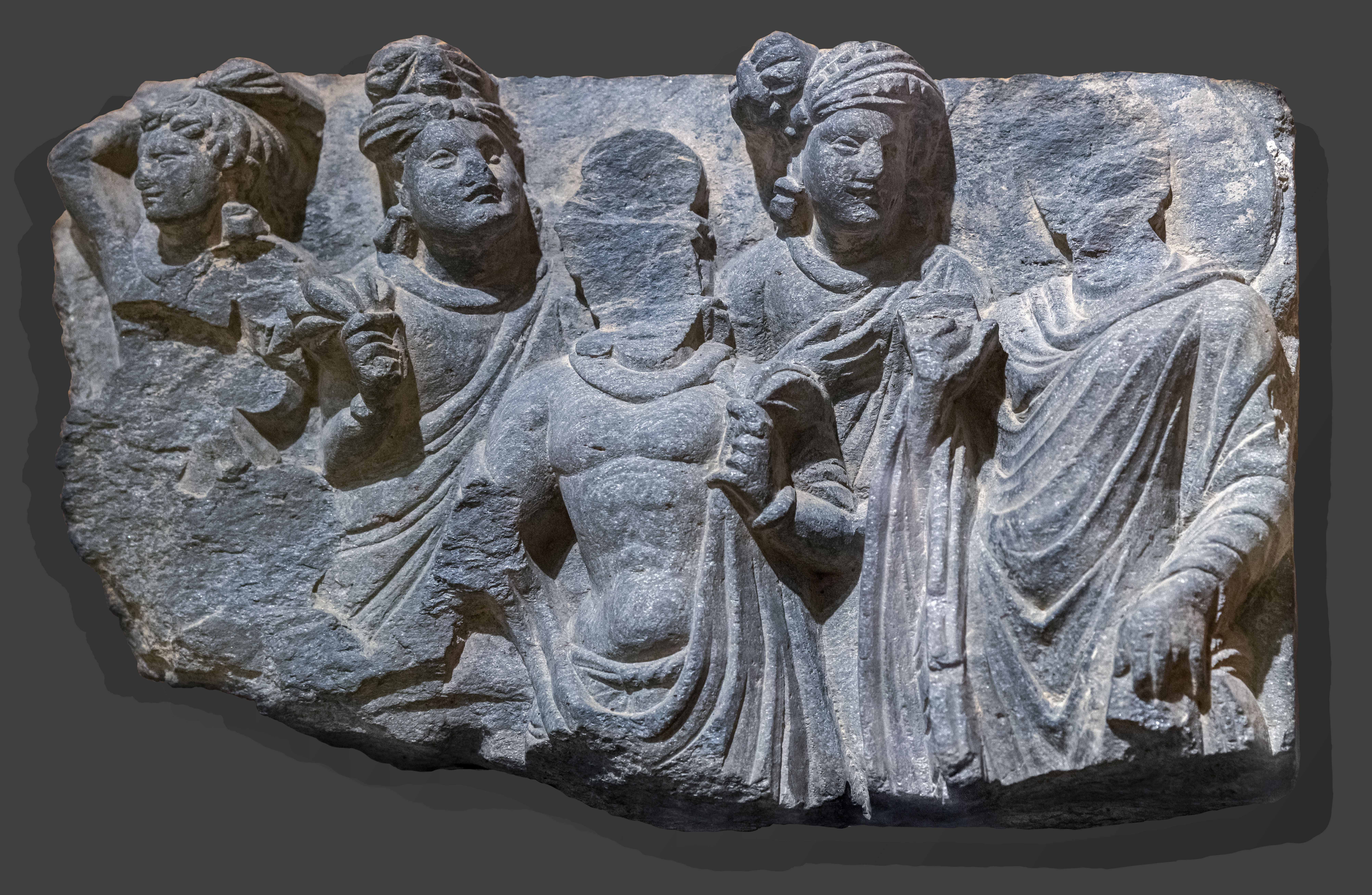

### Coleções da Birmânia e da Tailândia

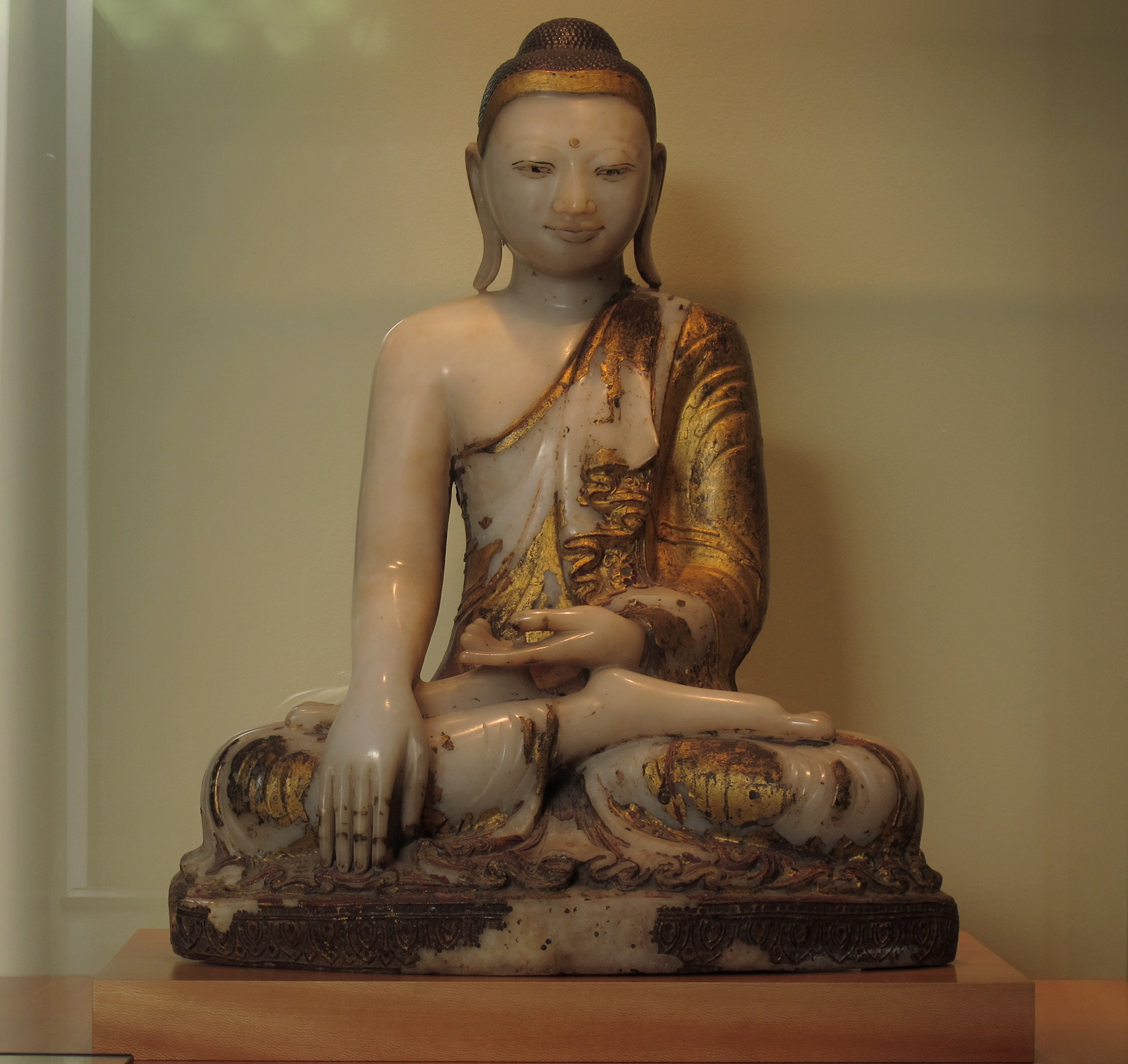
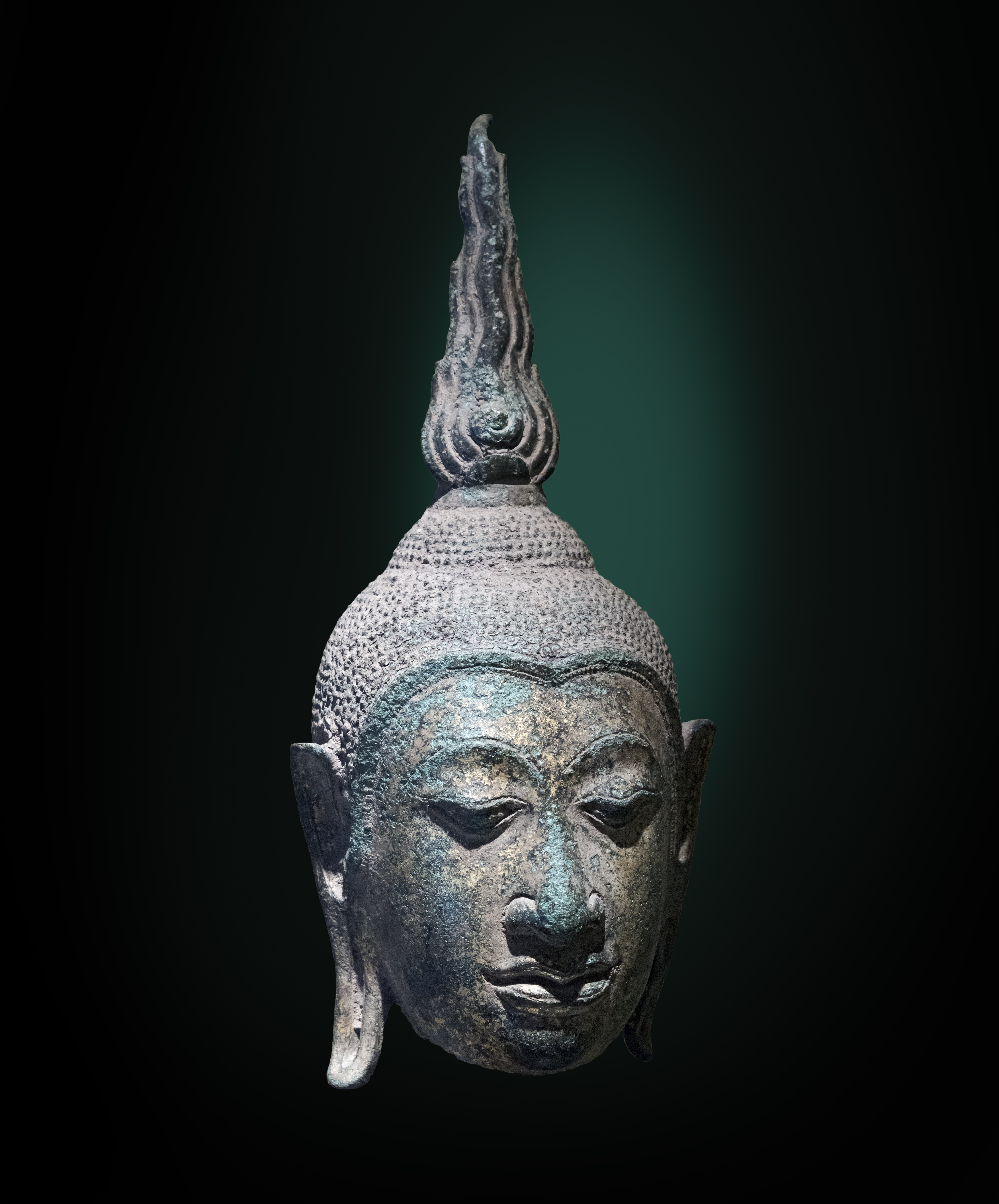
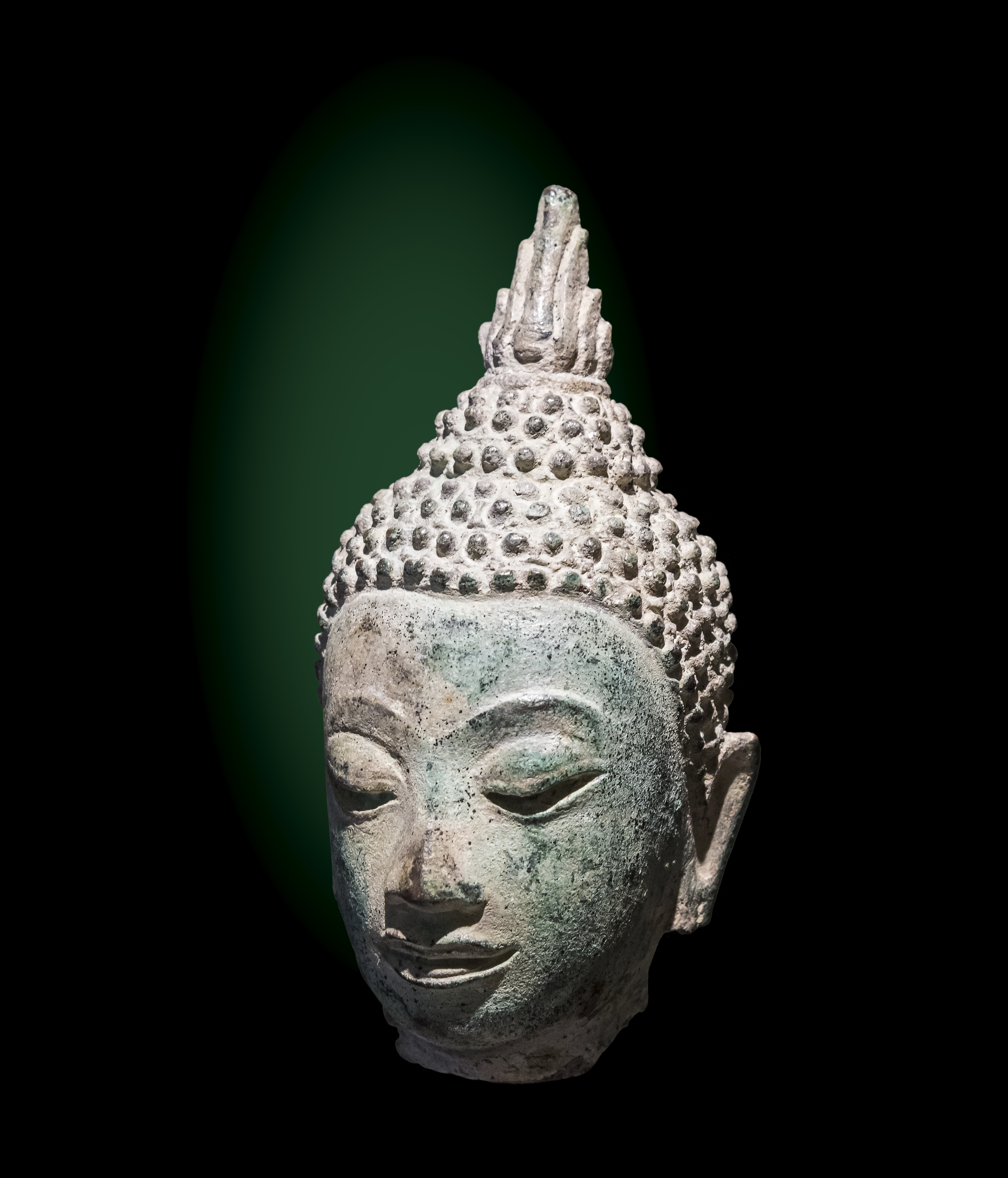

- Commons